# Josef Vogt (Politiker, 1908)
Josef Vogt (* 13. April 1908 in Markdorf; † 17. Februar 1996 in Sindelfingen) war ein deutscher Politiker (BCSV, CDU). Von 1947 bis 1952 war er Mitglied des Badischen Landtages und von 1952 bis 1964 Mitglied des baden-württembergischen Landtages.

## Leben
Vogt absolvierte eine Ausbildung als Zeitungskaufmann und war später Geschäftsführer der katholischen Deutschen Bodensee-Zeitung. Von 1940 bis 1945 nahm er als Soldat am Zweiten Weltkrieg teil. Nach 1945 arbeitete er als Angestellter bei einem Verlag in Pfullendorf.
Vogt engagierte sich in der christlichen Gewerkschaftsbewegung und trat nach dem Kriegsende in die BCSV ein, aus der später der badische Landesverband der CDU hervorging. Von 1947 bis 1952 war er Abgeordneter des Badischen Landtages und von 1952 bis 1964 für den Wahlkreis Überlingen Abgeordneter des baden-württembergischen Landtages.

## Ehrungen
- 1964: Großes Verdienstkreuz der Bundesrepublik Deutschland